# Thalassotherapia Opatija
Thalassotherapia Opatija specijalna bolnica za medicinsku rehabilitaciju bolesti srca, pluća i reumatizma. Smještena u centru Opatija, u ulici Maršala Tita kao kompleks od šest zgrada u kojima se nalaze Klinika za liječenje, rehabilitaciju i prevenciju bolesti srca i krvnih žila, odjel za fizikalnu medicinu i rehabilitaciju, Thalasso Wellness Centar Opatija i hotel Villa Dubrava. Thalassotherapia Opatija je i nastavna baza Medicinskog fakulteta u Rijeci i Medicinskog fakulteta Sveučilišta J. J. Strossmayera u Osijeku. Ustanova zapošljava 250 djelatnika od kojih je 37 specijaliziranih liječnika iz područja kardiologije, reumatologije, fizikalne medicine, radiologije, dermatologije, neurologije i endokrinologije.

## Povijest
Kao što je izrastanje prve opatijske – Villa Angiolina – označilo početak stoljetne liburnijske modro-zelene turističke bajke, osnivanje opatijske Thalassotherapije pokazalo se presudnim događajem novijeg razvoja organiziranog zdravstvenog turizma i ukupne zdravstvene djelatnosti naše zemlje.
Davna vjerovanja u ljekovitost prirodnih činitelja, iskustvena opažanja o snazi mora i sunca, postupno su se stoljećima medicinski provjeravala i znanstveno oblikovala, i ustrajnošću legendarnog austrijskog balneologa Julisa Glaxa, svjetski poznatog kirurga – Theodora Billrotha i osnivača bečke laringologije – Leopolda Schröttera Von Kristellija te poduzetničkom genijalnošću Friedricha Schülera stvorile značajnu osnovu lječilišne djelatnosti, potvrđenu i proglašenjem Opatije klimatskim lječilištem ("Kurortom") još davne 1889. godine, čime je Austro-Ugarska Monarhija i službeno utemeljila novu europsku carsku zdravstvenu destinaciju.
Već tada su u Opatiji razvijane brojne nove metode zdravstvenih tretmana, koji su, iako danas tek povijesno interesantni i metodološki edukativni, u vremenu svog razvoja predstavljali najsuvremenije znanstvene dosege. Indikacije za boravak u Opatiji zadirale su doista u sve grane medicine i društvenog života, a svevremenska popularnost Opatije kao zdravstveno-turističke destinacije u ozračju pozitivnih političkih i stručno-medicinskih okolnosti doveo je 1957. godine do službenog osnivanja Thalasotherapije Opatija, najprije kao Instituta, potom Zavoda zatim Specijalne bolnice za medicinsku rehabilitaciju bolesti srca, pluća i reumatizma.
Od samih je početaka osnovna aktivnost opatijske Thalasotherapije usmjerena tretmanu kardioloških bolesnika. Klinika je obavila prvu ergometriju na području SFR Jugoslavije i osnivanjem kardiološkog dijagnostičkog laboratorija, prvog te vrste u zemlji. Upravo u ovoj je ustanovi učinjen i prvi ehokardiografski pregled u Primorsko-goranskoj županiji.
Uslijedilo je vše stručnih domaćih i međunarodnih medicinskih skupova, suradnja sa Svjetskom zdravstvenom organizacijom na području rehabilitacije i sekundarne prevencije bolesnika s akutnim infarktom miokarda te aktivno učešće u programima rehabilitacije kardioloških bolesnika Ministarstva zdravstva Sjedinjenih Američkih Država i suradnja s vrhunskim europskim zdravstvenim udrugama i osiguravateljima. Thalassotherapia je među prvima u Europi uvela moderne, tada avangardne principe aktivne rehabilitacije bolesnika sa srčanim infarktom, promovirajući se u vodeći centar za rehabilitaciju kardioloških bolesnika u zemlji i ovom dijelu Europe.
U 2017. godini otvoren je Laboratorij za kateterizaciju srca – angio sala, čime Thalassotherapija Opatija obilježava 60. godišnjicu osnutka te ide prema ostvarenju misije koju je zacrtala: daljnje subspecijalističko usavaršavanje i stjecanje međunarodne prepoznatljivosti u vrlo uskim područjima suvremene kardiologije i rehabilitacije.[nedostaje izvor]

## Klinika za liječenje, rehabilitaciju i prevenciju bolesti srca i krvnih žila
Još od osnivanja 1957. godine Thalassotherapia Opatija, zauzela je vodeće mjesto u dijagnostici, prevenciji i rehabilitaciji kardiovaskularnih bolesti unutar svoje regije, ali i u okvirima bivše Jugoslavije.[nedostaje izvor] Nakon kasnije stagnacije, razdoblje posljednjih desetak godina, obilježeno je u ovoj ustanovi trajnim i sustavnim ulaganjem u razvoj infrastrukture i u kadrove. Navedeno je rezultiralo dosizanjem visokih stručnih standarda, a potom i stjecanjem statusa nastavne baze Medicinskog fakulteta u Rijeci i Medicinskog fakulteta u Osijeku. Te je naposljetku 16. listopada 2009. godine nakon 52 godine uspješnog rada i razvoja Thalassotherapia Opatija službeno stekla naziv Klinike za liječenje, rehabilitaciju i prevenciju bolesti srca i krvnih žila. Kliniku vodi 17 liječnika specijalista i više od 20 medicinskih sestara s četiri ambulante za ergometrijsko testiranje, tri ambulante za ehokardiografiju, te pet kardioloških kliničkih ambulanti.
- dijagnostički postupci (EKG, ergometrija, ergospirometrija, Echokardiorafija, TEE, Doppler krvnih žila, Echo stress, Holter monitoring, Ultrazvuk)
- radiološki postupci (RTG, MR, MSCT)

## Fizikalna medicina i rehabilitacija
Usporedo s osnivanjem Centra za rehabilitaciju kardiovaskularnih bolesnika, odvijalo se i organiziranje Odjela za fizikalnu medicinu i rehabilitaciju. Danas je to odjel kojeg čine specijalisti fizikalne medicine i rehabilitacije te fizioterapeuti i medicinske sestre.
- Termoterapija
- Elektroterapija
- Inhalacije
- Mehanoterapija (Masaže, Udarni val, Kinetek, 3 T magnet)
- Hidroterapija
- Medicinska gimnastika
- Manuelne tehnike (PIR, BOBATH, PNF, TRIGGER, McKENZIE, DNS, K-TAPING)
- Medicinska tehnologija (Izokinetika, D-WALL – digitalno ogledalo, antigravitacijska traka, trenažni bicikl s virtualnim stazama)

## Wellness Centar
Thalassotherapia Opatija njeguje tradicionalne vrijednosti, ali i uvodi nove trendove slijedom čega je i 2005. godine izgrađen Thalasso Wellness Centar Opatija – medicinski wellness na ukupnoj površini od 2500 m2.Thalasso Wellness Centar Opatija nudi sadržaje bazirane na korištenju morske vode i sastojaka mora. Wellness, programi relaksacije, medicinske kozmetologije i ostali programi samo su nadopuna medicinskoj ponudi, a jedinstveni program medicinskog wellnessa pod nadzorom liječnika-specijalista glavni je proizvod Thalasso wellness centra Opatija. Godine 2016. u sklopu Thalasso Wellness Centra Opatija otvoren je i Centar estetske kirurgije.

## Villa Dubrava
Villa Dubrava je smještajni objekt koji posluje u sastavu Thalassotherapije Opatija te je toplim hodnikom povezana s medicinskim i wellness dijelom. Smještaj hotela uz šetnicu Lungomare i bogato mediteransko zelenilo garantira ugodan odmor i opuštanje u miru i mirisima mediteranskog bilja.

## Vanjske poveznice
- Thalassotherapia Opatija